# Шёнек (Гессен)
Шёнек (нем. Schöneck) — община в Германии, в земле Гессен. Подчиняется административному округу Дармштадт. Входит в состав района Майн-Кинциг.
Население составляет 12 079 человек (на 31 декабря 2010 года). Занимает площадь 21,49 км².
Община подразделяется на 3 сельских округа.
В 2006 году в Шёнеке-Килианштедтене во время дорожных работ были обнаружены захоронения людей убитых, предположительно, представителями культуры линейно-ленточной керамики.